# 新潟県道174号角島鹿瀬線
新潟県道174号角島鹿瀬線（にいがたけんどう174ごう つのしまかのせせん）は、新潟県東蒲原郡阿賀町内を通る一般県道である。

## 概要

### 路線データ
- 起点：新潟県東蒲原郡阿賀町角島（国道49号交点）
- 終点：新潟県東蒲原郡阿賀町向鹿瀬字森ノ下（国道459号交点）

## 地理

### 通過する自治体
- 新潟県東蒲原郡阿賀町

### 接続する道路
- 国道49号（若松街道）（起点：津川駅前交差点）
- 国道459号（終点：向鹿瀬交差点）

### 周辺
- JR磐越西線
  - 津川駅 - 鹿瀬駅
- 阿賀町役場 鹿瀬支所（旧・鹿瀬町役場）
- 鹿瀬郵便局
- 新潟昭和 鹿瀬工場（昭和電工関連会社）
- ミスタータイヤマン 津川
- 阿賀野川
- 麒麟山温泉

## その他
- 路線名の「鹿瀬」は、終点付近の旧自治体名（新潟県東蒲原郡鹿瀬町）に由来する。